# Borghetto Lodigiano
Borghetto Lodigiano es un municipio de Italia situado en la provincia de Lodi, en la Lombardía. Cuenta con 4.290 habitantes (2009).

## Historia
En el pasado, los dos núcleos que componen la localidad, Fossato Alto y Borghetto, estaban separados. El primero, feudo del cabildo de Milán (siglo XI), fue el centro de duras luchas entre los Torriani y los Visconti (siglos XII y XIV). Perteneció a Rho en 1481, pero en 1633 era de nuevo un municipio libre.
En el periodo napoleónico (1809-1816) al municipio de Borghetto se le agregó Graffignana, que volvió a ser autónoma con la constitución del Reino de Lombardía-Venecia. En 1863 Borghetto tomó el nombre oficial de Borghetto Lodigiano, para distinguirse de otras localidades homónimas.

## Monumentos y lugares de interés
En la localidad se distingue, casi aislado en la plaza principal, el palacio Rho, construcción tardogótica hecha de ladrillo que data del siglo XV; actualmente se trata de la sede del ayuntamiento. A un costado se encuentra la iglesia parroquial de San Bartolomé, transformada en restaurante decimonóico. También destaca las villas Rho-Confalonieri-Belgioioso y Ghisalberti Rocca a Vigarolo.

## Demografía
| Gráfica de evolución demográfica de Borghetto Lodigiano entre 1861 y 2001 |
|                                                                           |
| Fuente ISTAT - Elaboración gráfica por parte de Wikipedia.                |

## Economía
La economía local se basa sobre todo en la agricultura. Muchas haciendas son familiares, donde se cría ganado (bovino y porcino) y se cultivan cereales y forraje. En la localidad también hay algunas indústrias, entre la que se encuentra el laminado del aluminio. Aún se da el fenómeno de una emigración pendular entre Lodi y Milán.